# Kamieńczyk (Miłomłyn)
Kamieńczyk (deutsch Holstein) ist ein Ort in der polnischen Woiwodschaft Ermland-Masuren. Er gehört zur Gmina Miłomłyn (Stadt-und-Land-Gemeinde Liebemühl) im Powiat Ostródzki (Kreis Osterode in Ostpreußen).

## Geographische Lage
Kamieńczyk liegt im Westen der Woiwodschaft Ermland-Masuren, zwölf Kilometer nordwestlich der Kreisstadt Ostróda (deutsch Osterode in Ostpreußen).

## Geschichte
Holstein war ursprünglich ein mittlerer Hof und ein Vorwerk zum Gut Bienau (polnisch Bynowo). Als solches gehörte es zum Amtsbezirk Amalienruh (polnisch Malinnik) im Kreis Osterode in Ostpreußen.
Am 15. November 1928 erfolgte die Umgliederung des Vorwerks Holstein des Gutsbezirks Bienau in die Landgemeinde Wilmsdorf (polnisch Wielimowo) im Amtsbezirk Bieberswalde (polnisch Liwa).
Im Jahre 1945 wurde Holstein mit dem gesamten südlichen Ostpreußen in Kriegsfolge an Polen überstellt. Holstein erhielt die polnische Namensform „Kamieńczyk“ und ist heute eine Ortschaft innerhalb der Stadt-und-Land-Gemeinde Miłomłyn im Powiat Ostródzki (Kreis Osterode in Ostpreußen), bis 1998 der Woiwodschaft Olsztyn, seither der Woiwodschaft Ermland-Masuren zugehörig.

## Kirche
Bis 1945 war Holstein  in die evangelische Pfarrkirche Liebemühl in der Kirchenprovinz Ostpreußen der Kirche der Altpreußischen Union, außerdem in die römisch-katholische Kirche Osterode i. Ostpr.  eingepfarrt.
Heute gehört Kamieńczyk katholischerseits zur Kirche in Bynowo (Bienau) der Pfarrei Liwa (Bieberswalde) im Bistum Elbląg (Elbing), evangelischerseits zur Kirchengemeinde Ostróda in der Diözese Masuren der Evangelisch-Augsburgischen Kirche.

## Verkehr
Kamieńczyk ist über Nebenstraßen zu erreichen, die von den Nachbarorten Wielimowo ((Klein) Wilmsdorf) bzw. Bynowo (Bienau) nach hier führen. Eine Anbindung an den Bahnverkehr besteht nicht.